# لوییز آلبرتز
لوییز آلبرتز (انگلیسی: Luise Albertz؛ ۲۲ ژوئن ۱۹۰۱ – ۱ فوریهٔ ۱۹۷۹) یک سیاست‌مدار اهل آلمان بود.